# Evergestis rimosalis
Evergestis rimosalis là một loài bướm đêm trong họ Crambidae.

## Hình ảnh

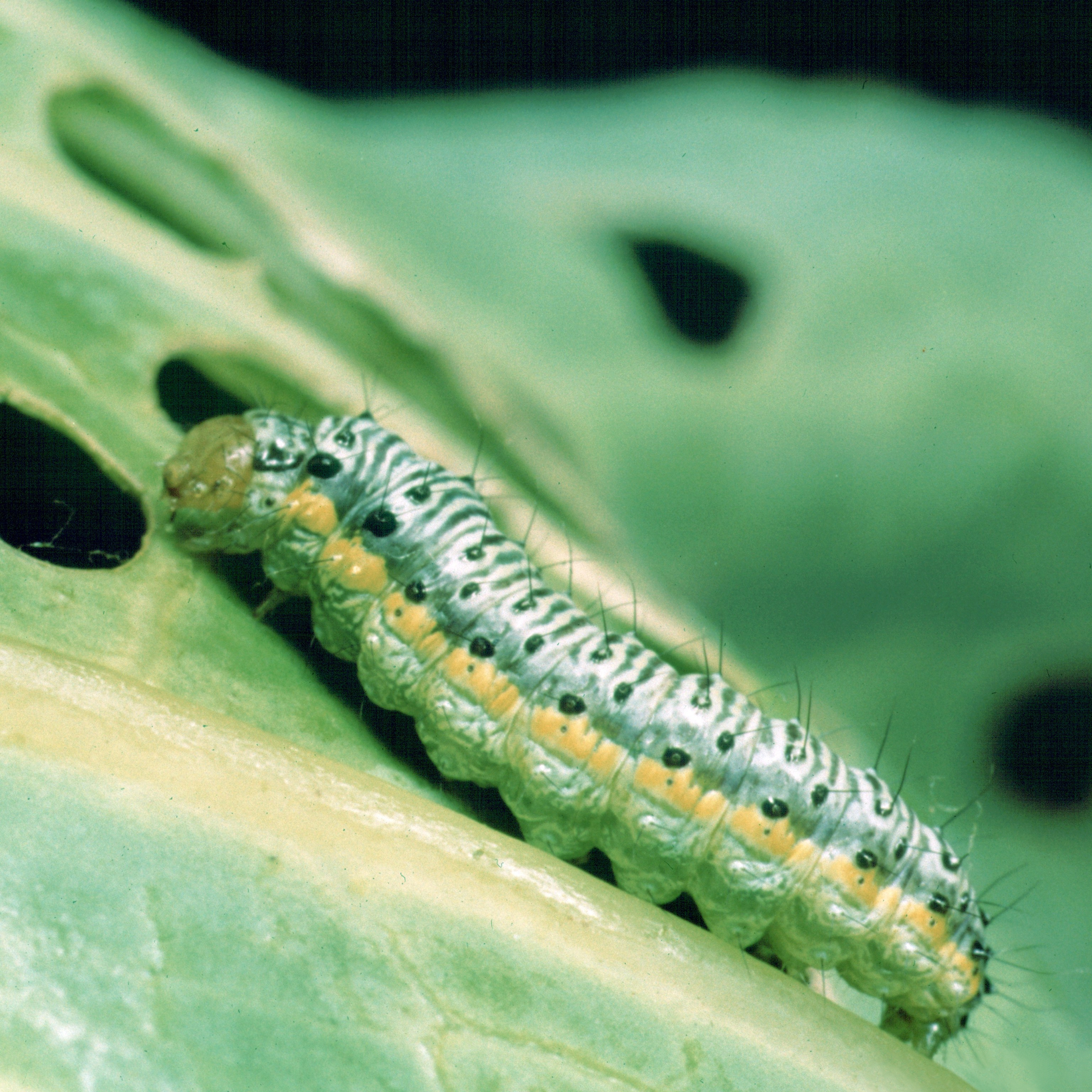